# Indische Fußballnationalmannschaft (U-17-Junioren)
Die indische Fußballnationalmannschaft der U-17-Junioren ist die Auswahl indischer Fußballspieler der Altersklasse U-17, die die All India Football Federation auf internationaler Ebene, beispielsweise in Freundschaftsspielen gegen die Junioren-Auswahlmannschaften anderer nationaler Verbände, aber auch bei der U-16-Asienmeisterschaft des Kontinentalverbandes AFC oder der U-17-Weltmeisterschaft der FIFA repräsentiert. Größter Erfolg der Mannschaft war das Erreichen des Viertelfinals bei der Asienmeisterschaft 2002.

## Geschichte

### AIFF Youth Cup
In Vorbereitung auf die Asienmeisterschaft 2016 und die Weltmeisterschaft 2017 richtet der nationale Verband, für die Mannschaft ein Vorbereitungsturnier aus. In dem Einladungsturnier, spielten nebst dem Gastgeber die Mannschaften von Tansania, den USA und Südkorea. Alle Spiele wurden vom 15. bis 25. Mai 2016 im Tilak Maidan in der Stadt Vasco da Gama in Goa ausgetragen. Am Ende gewann Südkorea mit einem 2:1-Sieg über die USA das Turnier.

## Teilnahme an U-16- und U-17-Weltmeisterschaften
| U-16-Weltmeisterschaft - 1985: nicht qualifiziert - 1987: nicht qualifiziert - 1989: nicht qualifiziert U-17-Weltmeisterschaft - 1991: nicht qualifiziert - 1993: nicht qualifiziert - 1995: nicht qualifiziert - 1997: nicht qualifiziert - 1999: nicht qualifiziert - 2001: nicht qualifiziert - 2003: nicht qualifiziert | - 2005: nicht qualifiziert - 2007: nicht qualifiziert - 2009: nicht qualifiziert - 2011: nicht qualifiziert - 2013: nicht qualifiziert - 2015: nicht qualifiziert - 2017: Vorrunde - 2019: nicht qualifiziert - 2023: nicht qualifiziert |

## Teilnahme an U-16- und U-17-Asienmeisterschaften
| U-16-Asienmeisterschaft  | U-17-Asienmeisterschaft  |
| ------------------------ | ------------------------ |
| 1985: nicht qualifiziert |                          |
| 1986: nicht qualifiziert |                          |
| 1988: nicht qualifiziert |                          |
| 1990: Vorrunde           |                          |
|                          | 1992: nicht qualifiziert |
|                          | 1994: nicht qualifiziert |
|                          | 1996: Vorrunde           |
|                          | 1998: nicht qualifiziert |
|                          | 2000: nicht qualifiziert |
|                          | 2002: Viertelfinale      |
|                          | 2004: Vorrunde           |
|                          | 2006: nicht qualifiziert |
| 2008: Vorrunde           |                          |
| 2010: nicht qualifiziert |                          |
| 2012: Vorrunde           |                          |
| 2014: nicht qualifiziert |                          |
| 2016: Vorrunde           |                          |
| 2018: Viertelfinale      |                          |
|                          | 2023: Vorrunde           |